# کیم یئون-جی
کیم یئون-جی (انگلیسی: Kim Yeon-ji؛ متولد ۱۲ مه ۱۹۸۱) یک تکواندوکار اهل کره جنوبی است.
وی در مسابقات قهرمانی تکواندو جهان در سال ۲۰۰۱ در ججو کره جنوبی، و در مسابقات قهرمانی تکواندو جهان در سال ۲۰۰۳ در گارمیش-پارتنکیرشن آلمان، در کلاس سبک‌وزن مدال طلا به دست آورد. در بازی‌های آسیایی ۲۰۰۲ نیز برنده مدال طلا شد.